# Мепе
Мепе (груз. მეფე [mɛpʰɛ]) — именование грузинского монарха, будь то царь или правящая царица.
Слово происходит от грузинского слова «ме-у-пe» (груз. მეუფე), что буквально означает суверен и лорд. Несмотря на то, что у мепе есть женский эквивалент «дедопали» (груз. დედოფალი; букв. — «королева»), он применяется только к супруге царя и не имеет значения правящего монарха.
Позже, после царя Грузии Давида IV (1089—1125) из династии Багратионов, официальный титул грузинских царей стал «мепет мепе» (царь царей), похожий на персидский шаханшах.